# 片倉重信
片倉 重信（かたくら しげのぶ、1940年9月2日 - ）は、旧仙台藩家老・白石片倉氏第17代当主。父は16代信光。

## 人物
片倉家は仙台藩藩祖伊達政宗に仕えた武将片倉景綱を祖とする。昭和60年（1985年）、宮城県仙台市青葉区青葉町にある伊達政宗を祭神とする仙台市の一ノ宮、青葉神社の宮司を務める。